# Форт Кемпбелл
Форт Кемпбелл — одна з військових баз армії США, розташована на кордоні між містами Гопкінсвілл, Кентуккі та Кларксвілл, Теннессі.